# Bill Johnson (pastor)
Bill Johnson, nascido em 18 de julho de 1951, é um pastor e autor estadunidense. Ao lado da falecida esposa, Beni, tornou-se líder da Bethel Church, uma megaigreja em Redding, Califórnia.

## Vida pregressa
O pai de Johnson era pastor, e todos os seus três irmãos também são pastores. Entre 1978 e 1996, Johnson e a esposa foram pastores líderes em Weaverville, Califórnia. Em 1987, ele foi a uma conferência realizada por John Wimber, que fundou o movimento Vineyard, e afirmou ter visto curas e manifestações. Em 1995, ele foi a um encontro do movimento Toronto Blessing, no Canadá, e relata que a partir dali passou a devotar sua vida à busca dos dons do Espírito Santo. Johnson assumiu como pastor da Bethel Church em 1996.

## Críticas
Johnson foi, entre outras coisas, criticado por sua controvertida associação com o polêmico pregador Todd Bentley. Em 2016, Johnsson tornou público seu apoio a Donald Trump; numa postagem no Facebook, ele criticou o aborto, as fronteiras abertas, o sistema de segurança social, o casamento entre pessoas do mesmo sexo, o socialismo, o politicamente correto e a globalização, todos considerados contrários à vontade de Deus. Sua esposa e pastora sênior, Beni Johnson, também apoiou Trump. Johnson apoiou Trump novamente em 2020.